# Радна акција
Радна акција, или Радна акција by Ceresit, српска је телевизијска емисија хуманитарног карактера која се од 16. децембра 2010. до 15. јула 2016. године емитовала на Првој српској телевизији. Водитељка ове емисије је Тамара Грујић.
Сматра се првом српском хуманитарном ријалити емисијом.
Емисија представља српску верзију интернационалног формата Extreme Makeover: Home Edition. Током прве три сезоне, емисија је постала једна од најгледанијих емисија Прве телевизије.
Од 11. марта 2016. године се емитује наследник емисије под називом С Тамаром у акцији.

## Формат
Радна акција има хуманитарну мисију - да помогне породицама које живе у тешким условима живота. Свака епизода има породицу суочену са неком врстом недаће, тешки живот породице, болест неког члана исте или нека друга катастрофа.
Емисија почиње доласком водитељке Тамаре Грујић у посету изабраној породици. Она им саопштава да ће њихова кућа бити рестаурирана. Целокупан посао се обавља за 5 дана, док породица одседа код родбине или пријатеља.
За то време, велики број мајстора и волонтера спреман је да тим породицама у потпуности промени услове становања што подразумева комплетно реновирање ентеријера и екстеријера, као и све потребне поправке и побољшања.
Током прве и друге сезоне поправљено је више од 20 кућа и реновирано више од 30 станова, чиме је решено стамбено питање за 60 породица.